# Шереметьевский тоннель
Шереметьевский тоннель (проектное название: Сущёвский тоннель) — транспортная развязка на пересечении Третьего транспортного кольца и Шереметьевской улицы. Количество тоннелей — 2, в каждом — 4 полосы движения. Длина тоннелей — около 800 м.
Был построен в рамках реализации Третьего транспортного кольца — реконструкции Сущёвского вала в Москве.

## Интересные факты
- Изначально тоннель планировалось строить новаторским методом: сперва гидравлическими домкратами задумывалось «продавить»[2] множественные направляющие трубы под Сущёвским валом — так, чтобы они (трубы) составили практически сплошной подземный настил; а далее строительство тоннеля велось бы под этим настилом.

Данный проект не был реализован: строительство велось традиционным способом.
- Тоннель был облицован экспериментальной облицовкой, которая себя не оправдала[3] (интенсивно разрушалась под воздействием окружающей среды и «висела лохмотьями») и была заменена на классическую.